# Värdväg

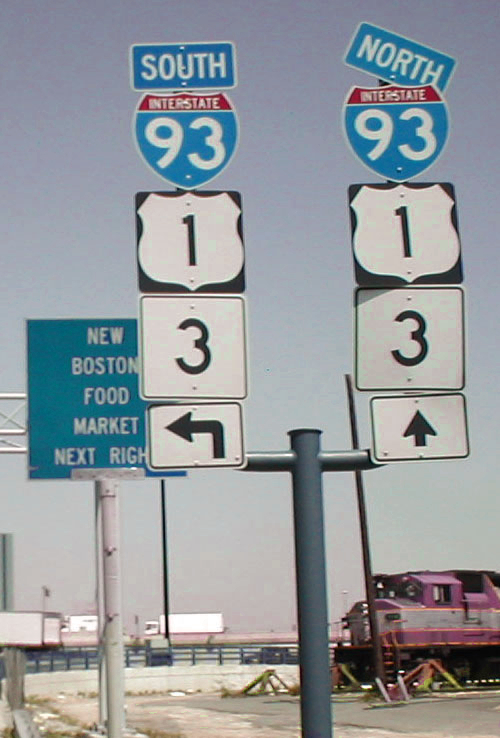
Skyltar i Boston som visar flera vägar (Interstate 93, U.S. Route 1 och Massachusetts Route 3) som delar samma vägsträcka.

Värdvägar och gästvägar uppkommer när flera numrerade vägar använder samma fysiska vägsträcka. Den viktigaste av dem, vanligen den med lägst vägnummer, kallas värdväg. Alla övriga vägreferenser kallas gästvägar.